# ハンス・ボル
ハンス・ボル、またはヤン・ボル（Hans Bol または Jan Bol、1534年12月16日 – 1593年11月20日）はフランドルの画家、版画家である。風景画や寓意画、聖書の物語を題材にした作品、風俗画を描いた。

## 略歴
メヘレンの画家を多く生んだ一族に生まれた。2人の叔父、ヤコブ・ボル(Jacob Bol I)とヤン・ボル(Jan Bol)から絵を学んだ。兄弟に画家になったヤコブ・ボル(Jacob Bol II: ?-1600)がいる。14歳でメヘレンの画家の徒弟になり、水彩画家になった。修行のためにドイツを旅し、1550年から1552年の間は、ハイデルベルクで過ごした。1560年にメヘレンに戻り、1560年2月にメヘレンの聖ルカ組合に親方として加入した。
フランドルへのスペイン軍の侵攻により、1572年にメヘレンからアントウェルペンに移り、市民権を得て、1674年にアントウェルペンの聖ルカ組合に加入した。アントウェルペンも攻撃を受けたため、1584年にフランドルの混乱から逃れ、はじめ兄弟のヤコブ・ボルが1578年から活動していた現在のオランダ南西部の街、ドルドレヒトに移った後、ベルヘン・オプ・ゾームなどに滞在した。最終的にアムステルダムに移り、アムステルダムで亡くなった。
弟子にはヤーコブ・サーフェリー(c.1565-1603)やヨリス・フーフナーヘル(1542-1600)がいる.。未亡人と結婚し、連れ子のフランス・ボエルス(Frans Boels: c.1555-1596)も弟子になった。

## 作品

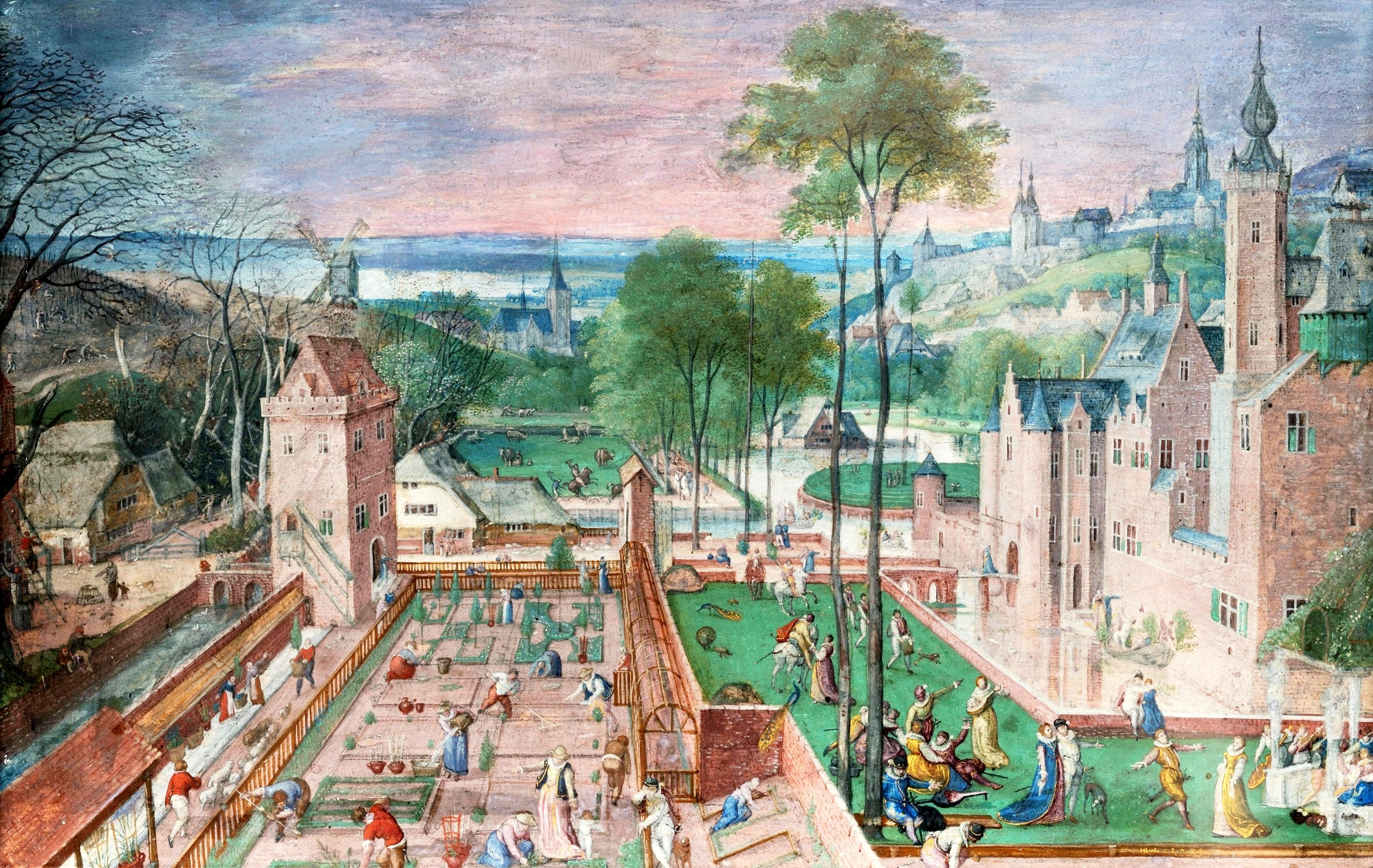
「宮殿の春の庭」、(1584)、ガッシュ、
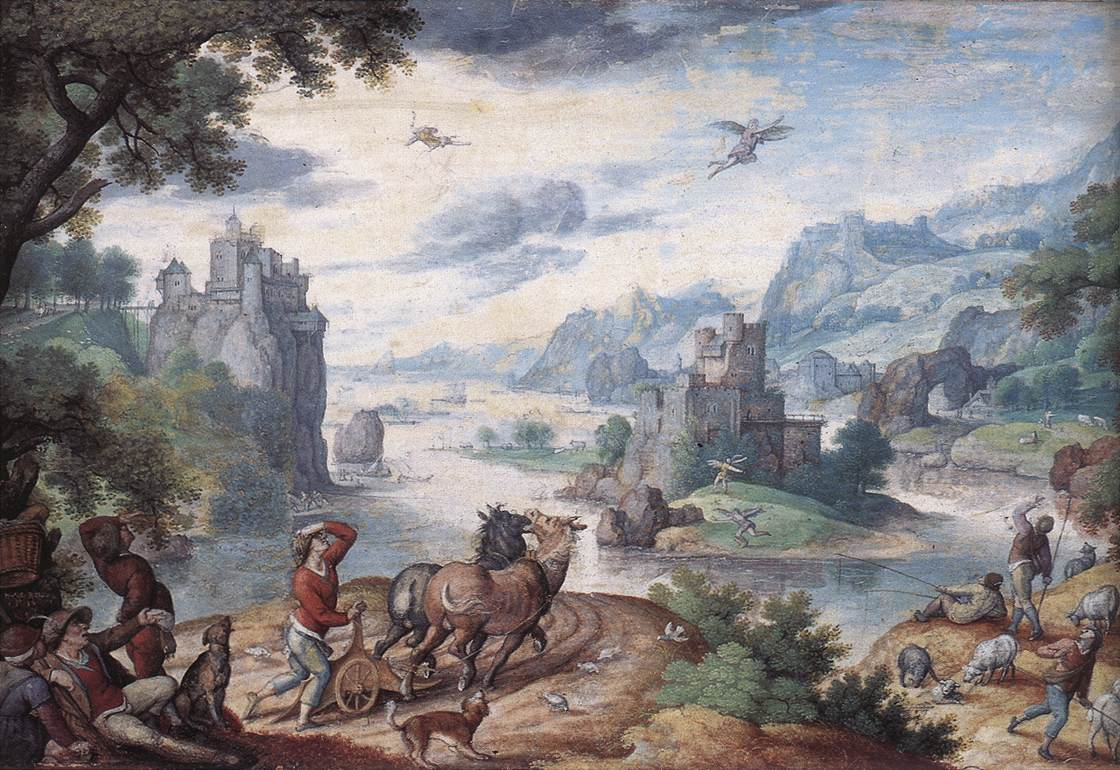
「イカロスが描かれた風景画」、水彩
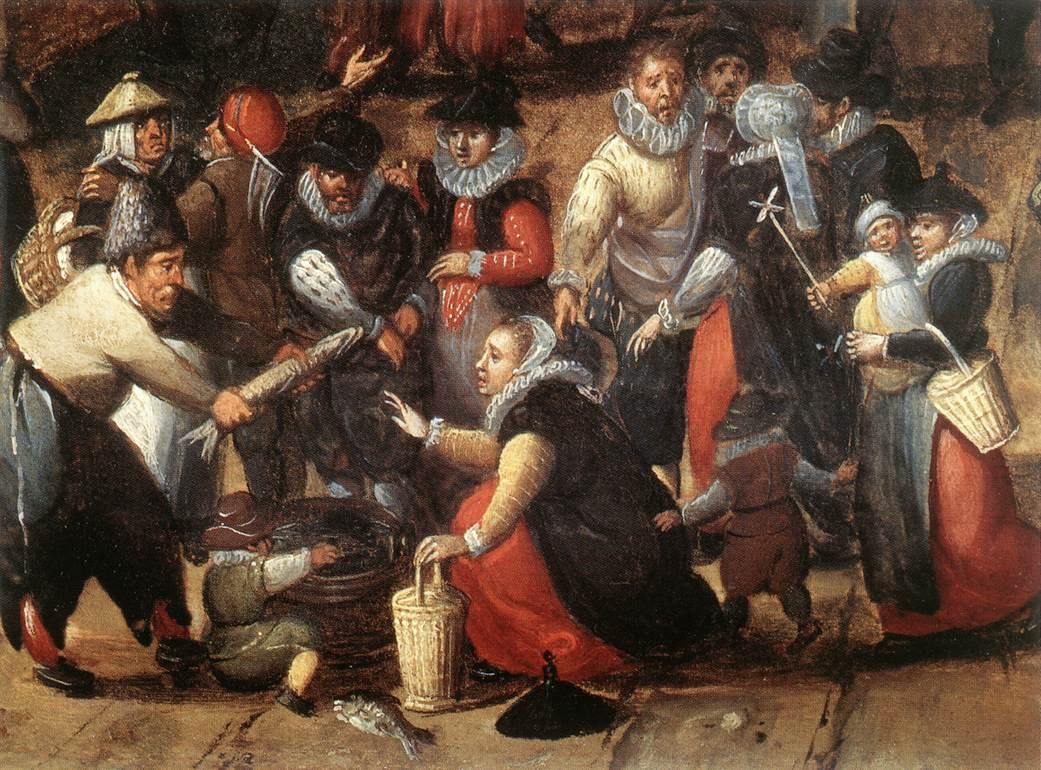
村の市場、油彩
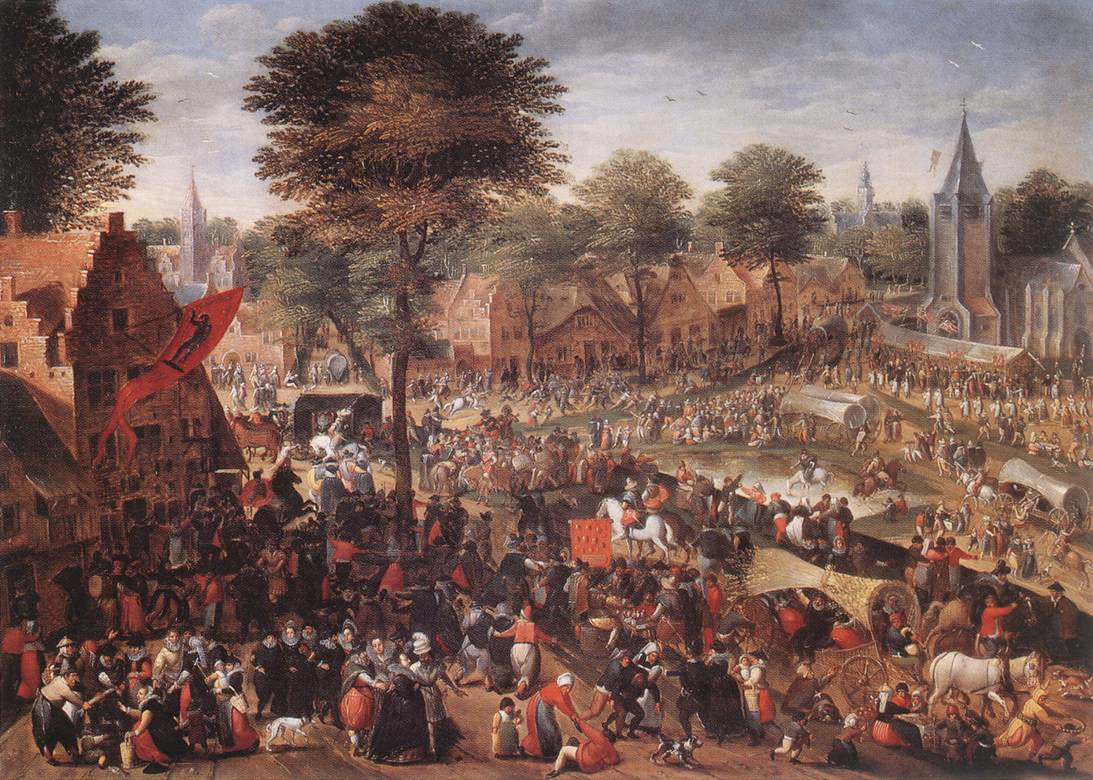
村の祭り、油彩

### 版画

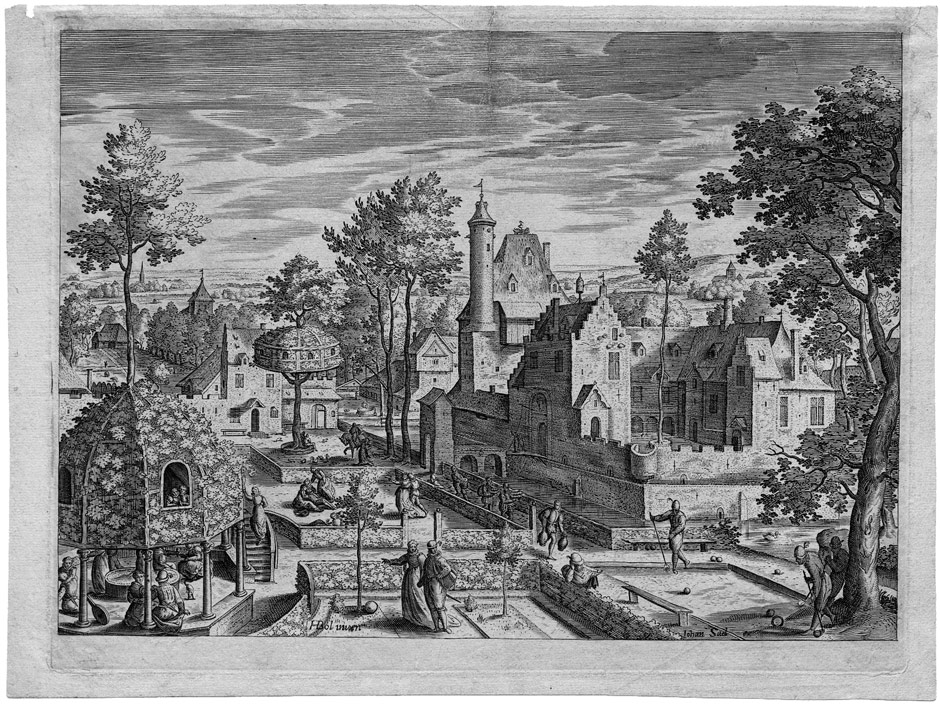
城の公園を散歩する貴族
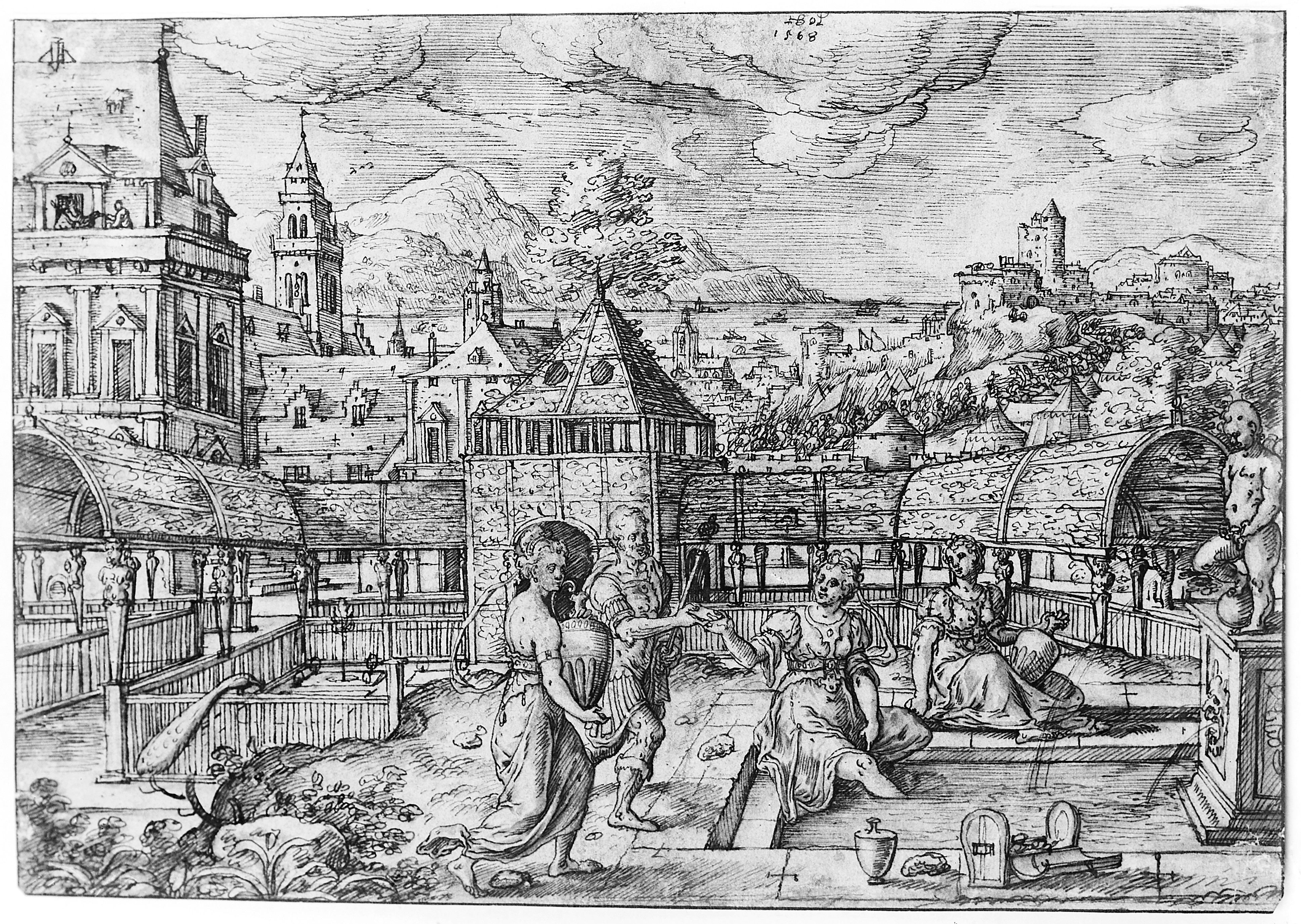
バテシバの水浴
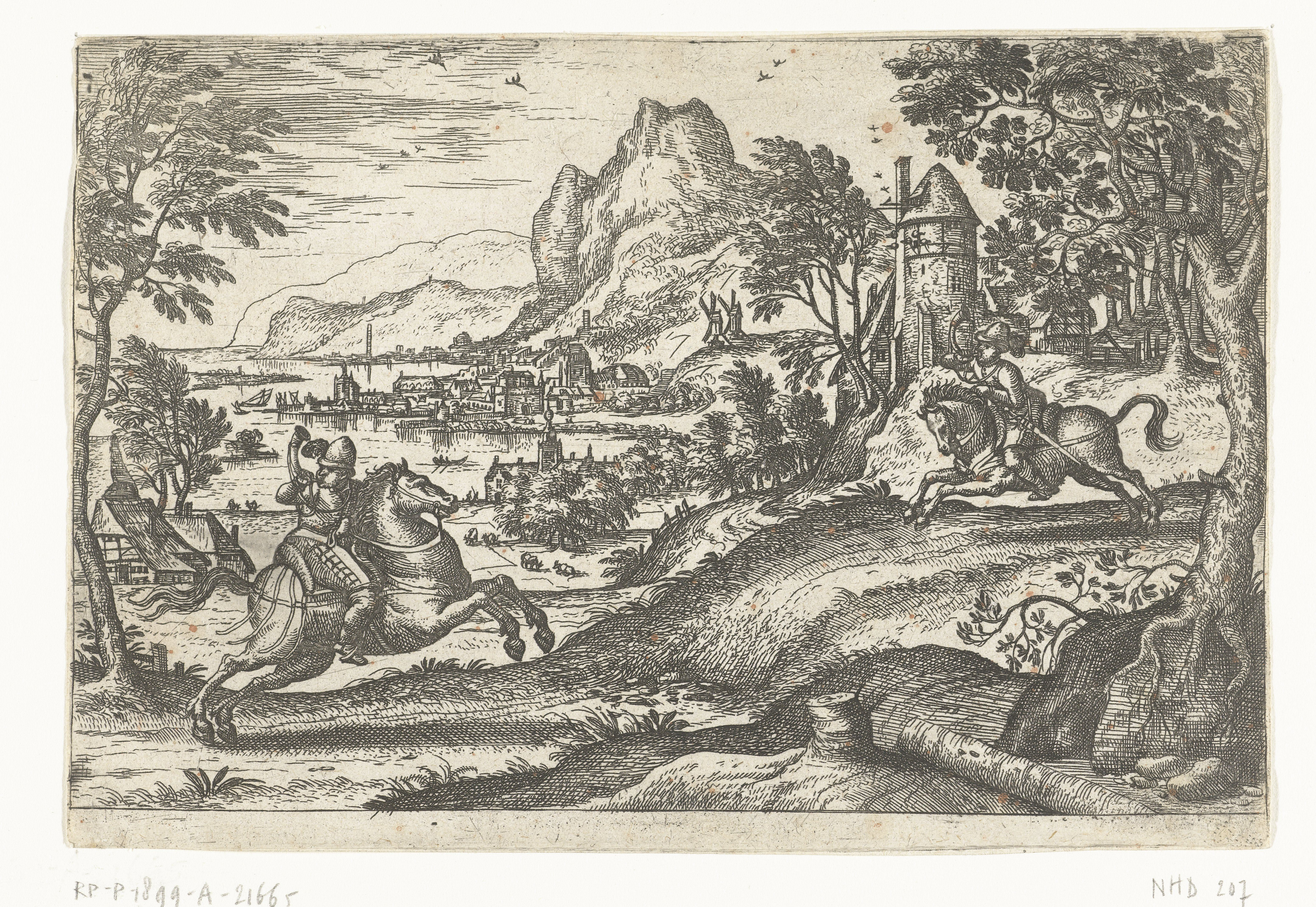
2人の騎士のいる風景
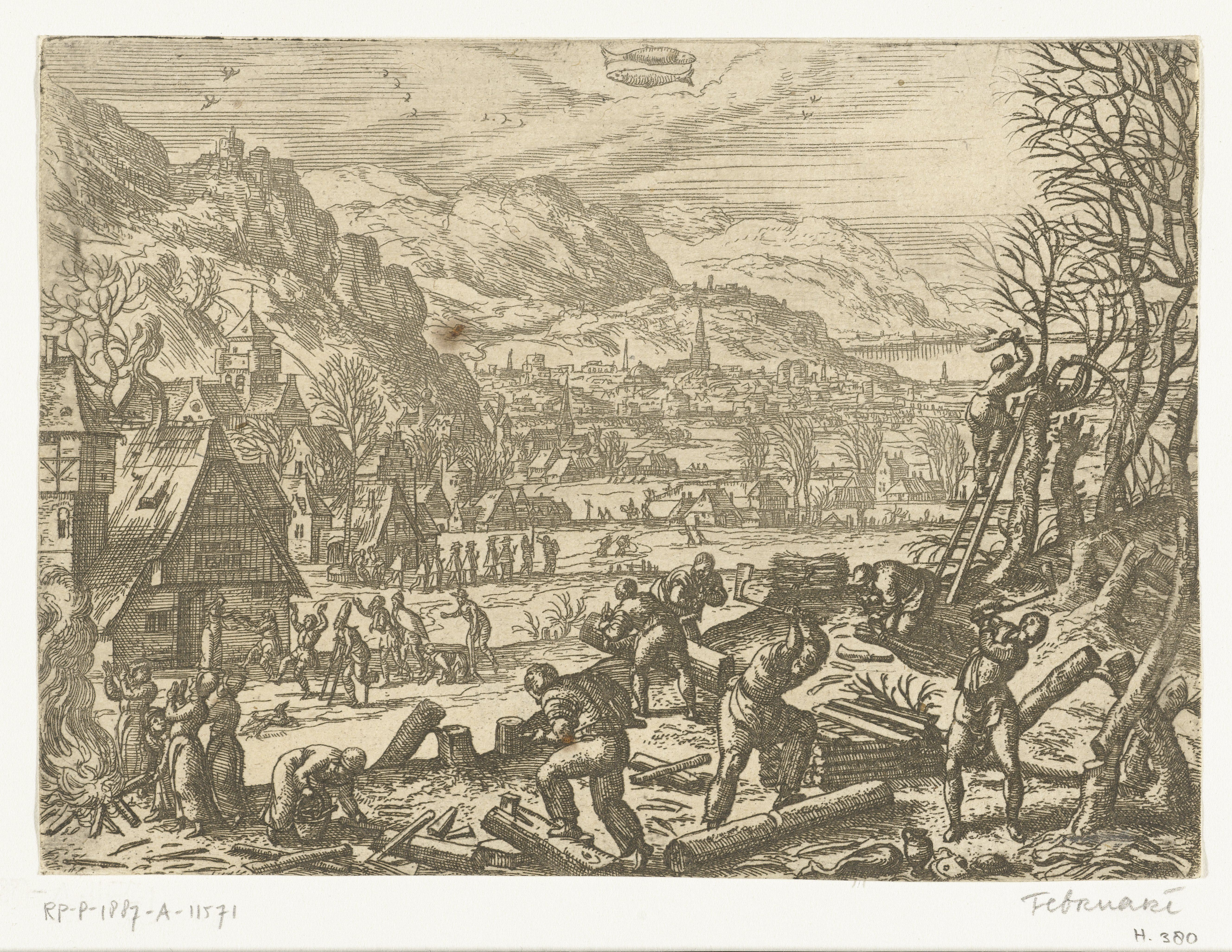
2月の風景